# Art Ford’s Greenwich Village Party
Art Ford’s Greenwich Village Party war eine auf die Präsentation von Musik und Unterhaltung ausgerichtete Sendereihe des New Yorker Fernsehsenders  DuMont Television Network mit 38 Folgen von 30 Minuten, die 1957/58 in den Vereinigten Staaten von Amerika ausgestrahlt wurde.

## Geschichte der Sendereihe
Die von dem Produzenten und Regisseur Art Ford (1921–2006) präsentierte Fernsehreihe wurde vom 13. September 1957 bis zum 30. Mai 1958 ausgestrahlt. Die von WABD New York produzierte und von SSC&B Block Drug gesponserte Sendereihe war der Vorläufer von Art Ford’s Jazz Party, die 1958 ausgestrahlt wurde. 
In der Sendereihe traten neben Folk-, Jazz-, Opern- und Unterhaltungsmusikern auch Komponisten (wie Adolph Green, Betty Comden, Dimitri Tiomkin, Harold Arlen), Produzenten (Leonard Sillman), Filmemacher und Schauspieler (wie John Cassavetes und Gena Rowlands) sowie Komiker auf. Unterhaltungs- und Musikbeiträge präsentierten u. a. Susan Reed,  Maxine Sullivan, Stan Rubin's Dixieland Five, Julie Wilson,  Josh White, Polly Bergen, Xavier Cugat, Paul Whiteman,  Cy Coleman, Thelma Carpenter,  Sylvia Syms, Dick Haymes, Nancy Walker,  Bobby Short, Tony Scott, Arthur Murray/Kathryn Murray, Johnny Guarnieri, Aaron Bell, Ray Mosca, Mabel Mercer, Joey Adams, Don Elliott, Tyree Glenn, Mary Lou Williams und Eddie Heywood.